# Péterffy József
Jagócsi Péterffy József (Baja, Bács vármegye, 1827. december 28. – Budapest, 1888. január 20.) magyar mezőgazdász, szakíró, újságíró, királyi miniszteri biztos.

## Élete
Péterffy András nyugalmazott császári és királyi katonatiszt és trsztenai Habinay Julianna fia. Tanulmányait a szolnoki gimnáziumban és a debreceni református kollégiumban végezte. Az 1848-49. évi szabadságharcot mint honvédkapitány küzdötte végig. 1850-ben Erdélyben az újonnan alakított földadó kataszteri biztosa, majd felügyelője volt. 1856-ban herceg Schwartzenberg erdélyi kormányzó kinevezte selyemtenyésztési igazgatóvá és e téren szerzett érdemeiért 1861-ben a német selyemtenyésztő társulat Berlinben megválasztotta rendes levelező tagjául. 1860 augusztusáig gróf Bethlen Olivér naláci (Hunyad vármegye) uradalmán jószágigazgató volt. 1861 őszén az országos magyar és a dunántúli gazdasági egyesületek segélyezésével megalapította Keszthelyen és 1864-ig igazgatója volt a túladunai vincellér- kertész- és pincemester-képző intézetnek, mely 1864-ben országos magyar királyi gazdasági intézetté alakult. 1862 november közepén a fent említett gazdasági egyesületek megbÍzásából tanulmányútra indult Franciaországba és a Rajna vidékére. A szőlőmívelés, borászat és pincekezelés terén szerzett tapasztalatairól akkor terjedelmes expozét bocsátott a nyilvánosság elé. 1865-ben Bécsbe költözött, ahol a Debatte című, a kiegyezésre törekvő politikai napilap munkatársa lett. 1866-ban a pesti Magyar Világ című magyar napilapnál a közgazdasági rovatot szerkesztette; ebben az állásában megmaradt, amíg a kiegyezés után a lap megszűnt. 1868-ban több alföldi vicinális vasút tervének kivitelére közbenjárt a magyar kormánynál az engedély kieszközlése végett. 1870-től kezdve minden erejét az akkor még teljesen parlagon heverő házi ipar és ipari oktatás fejlesztésére fordította. Több tanulmányi utat tett külföldön, azután Felső-Magyarország sanyarú közgazdasági viszonyain segítendő, előadásokat és felolvasásokat tartott. 1873 májusában Goldberger Henrik 5000 forintot bocsátott a kormány rendelkezésére; ezen összegből tanulmányozta a bécsi világtárlatot, a különféle államok ipari oktatásának és háziiparának viszonyait. 1875 januárjától május 1-ig mint magánzó folytatta munkálkodását; ekkor Trefort Ágoston miniszter kinevezte a háziipar és ipari oktatás országos szervezésére miniszteri biztossá. Ebben a minőségben 1882-ig a földmívelés-, ipari- és kereskedelemügyi minisztériumot, meg a vallás- és közoktatásügyi minisztériumot közösen szolgálta. 1875-ben megalapította Pozsonyban az első női háziipar-tanítóképző intézetet; a felső megyékben háziipar terjesztő egyesületeket alakított, melyek azután ipari szakiskolákat állítottak fel. 1878-ban Jolsván (Gömör vármegye) megnyitotta a kőcsiszoló tanműhelyt. Közel 200 ipari tanműhelyt és szakiskolát ő maga állított fel. Sokat fáradozott a pamut nagyipar meghonosításán. Egy tervbe vett nagyobb szabású pamutfonó- és szövőgyár vállalatnak ösmertetése cím alatt nagyobb emlékiratot készített Lőcsén 1887-ben, mely kéziratban maradt. 1883-ban Trefort Ágoston közoktatási miniszter megbízta őt alsófokú iparos mesterinas iskolák törvényszerű szervezésével és kormánybiztosi minőségben az ipariskolák főfelügyeletével; ebben az állásában megmaradt egészen haláláig.

## Újságírói munkássága
Cikkei a Magyar Hírlapban (1850. 56. sz. Gazdasági egyesület); a Vasárnapi Ujságban (1861. utazási programm borászatunk érdekében, 1866. Valkómegye); az Erdészeti Lapokban (1865. Hivatalos értesítés a keszthelyi országos gazdasági és erdészeti tanintézet és annak megnyitása felől); számos cikke van a Gazdasági Lapokban, Magyar Gazdában és Kertészgazdában; közgazdasági cikkeket írt az Ipar- és Kereskedelmi Értesítőbe, a Nemzetbe (1886), az Egerbe (1887), az Egyetértésbe s a Pester Lloydba; az Egyetemes Magyar Encyclopaediának is munkatársa volt.
Szerkesztette a Kertészeti és ipargazdászati Vezérlapokat 1861 áprilisátől szeptemberig Keszthelyen; a Dunántúli Társadalmi Közlönyt 1861 szeptemberétől Nagykanizsán, 1862-1863-ban Keszthelyen; melléklapját a Mezőgazdasági ipar- és kereskedelmi Értesítőt 1862-ben és az Ipar- és kereskedelmi Értesítőt 1868. március 19-től július 25-ig Pesten, összesen 26 számát.

## Művei
- A földjövedelmi ideiglenes adórendszer behozatala rövid magyarázatban a nép számára. Kolozsvár, 1851.
- Okszerű utasítás az eperfa- és selyemtermelésről, hiteles műtárak s gyakorlati ismeretek alapján a haza viszonyaihoz alkalmazva. N.-Szeben, 1856. Három ábrával. (Ism. M. Sajtó 161. szám).
- Segédtudományok gyűjteménye. Gazdasági vegytan, földtan, trágyatan, növény-, növény-élettan, ipar- és kereskedelmi növények termesztéséről való utasítás. Nevezetesb tekintélyek és öntapasztalatai alapján. Pest, 1861-ben. (Hooibrenk rendszere miatt e munkát a III. szakaszával, a 7-9. füzettel kezdte meg. Az Előszó Pesten 1848. jan. kelt).
- Gazdasági növény-, növény-élettan és Hooibrenk szőlőmívelési, gyümölcsészeti és konyhakertészeti rendszere. Uo. 1862.
- Daniel Hooibrenk's Pflanzencultur-System. Berlin, 1863.
- Borászati káté. Népszerű utasítás az okszerű szőlőmívelésről, szüretelésről és a bor tisztántartásáról. Nagy-Kanizsa, 1864.
- A földmívelés vegyészete, vagy Liebig Justus vegyészeti levelei s a vegyészet a földmívelés és élettanra alkalmazva. I. rész. A vegyészeti levelek. Nagy-Kanizsa, 1863-64. Négy füzet. (Jagócsi P. Kálmánnal együtt).
- Vasuti politikánk multja és jövője, mint időszerű figyelmeztetés a törvényhozás tagjaihoz. Pest, 1868. (Névtelenül.)
- Értesítések a házi iparról... ajánlva hazánk művelt közönségének és különösen a törvényhozó testület t. tagjainak. Bpest, 1879.
- Értekezés hazai vászoniparunk fejlesztése módozatairól. Budapest, 1881.
- Olvasókönyv az I. fokú ipariskolák I. és II. osztályai számára. Uo. 1885. (Emericzy Géza és Gelléri Mórral együtt. 2. átnézett és jav. kiadás. Uo. 1886).
- Rajz-Atlas. Különös tekintettel a nők rajztanítására. Készítette Lachenmayer J. F. a würtenbergi ipar- és továbbképző iskolák kir. bizottságának megbizásból Stuttgartban. Összeállította... Uo. év n. (Négy kötetben 1-5 füzet 6-6 rajzlap és szöveg).
- Iparunk érdekében. Uo. 1886. (Különnyomat a Nemzetből).
- Industrielle Bestrebungen Ungarns. Uo. 1856.
- Felhivás. (Egy terbe vett nagyobb szabású pamutfonó és szövetgyár vállalatnak ismertetése). Nyitra, 1887.

### Kéziratban
Emlékirat. Hogyan lehetne Magyarország szegényebb sorsú néposztályát gyári munkásokká kiképezni? a 70-es évekből; Általános nézetek iparunk állapotáról, Az ipari szakoktatás külföldön, Az ipari szakoktatás általános terjeszthetésének alapfeltételeiről hazánkban, Házi iparunk fejlesztéséről, az ipari tanműhelyek és az ipariskolák alkotásáról, A gyár-ipar fejlesztéséről, 1874. ívrét 25 ív; Értekezés anyagi és közművelődési érdekeink fejlesztése felől 1878.; A nők nevelésének kérdéséhez 1880.; Emlékirat: Ösmertetése a magyarországi ipari törekvéseknek 1886.; Emlékirat hazai iparunk fejlesztése érdekében. Bpest, 1886.; Elmélkedések hazánk közgazdasági állapotai felett 1887. (a család birtokában).